# Astitz
Astitz en basque (nom officiel), ou Astiz en espagnol, est un village de la commune de Larraun, en Communauté forale de Navarre, dans le Nord de l’Espagne.
Cette localité se situe dans la zone bascophone de la Navarre. Elle est située dans la mérindade de Pampelune, à 31km de Pampelune. Sa population en 2020 était de 34 habitants. Sa superficie est de 6,45 km² et sa densité de population est de 5,43 hab/km².

## Géographie
La commune d'Astitz est située dans la partie orientale de la municipalité de Larraun, dans la comarque du Nord d'Aralar. La commune est délimitée au nord par les communes d'Alli et de Mugiro; à l'est avec Arruitz et Goldaratz dans la commune d'Imotz; au sud avec celle d'Oderitz et à l'ouest avec Alli.
|      | Alli et Mugiro |                              |
| Alli | Astitz         | Arruitz et Goldaratz (Imotz) |
|      | Oderitz        |                              |

## Population
| 2000 | 2001 | 2002 | 2003 | 2004 | 2005 | 2006 | 2007 | 2008 |
| ---- | ---- | ---- | ---- | ---- | ---- | ---- | ---- | ---- |
| 42   | 45   | 43   | 41   | 42   | 42   | 41   | 41   | 38   |

| 2009 | 2010 | 2011 | 2012 | 2013 | 2014 | 2015 | 2016 | 2017 |
| ---- | ---- | ---- | ---- | ---- | ---- | ---- | ---- | ---- |
| 39   | 39   | 39   | 39   | 36   | 35   | 36   | 37   | 36   |

| 2018 | 2019 | 2020 | 2021 | - | - | - | - | - |
| ---- | ---- | ---- | ---- | - | - | - | - | - |
| 36   | 34   | 33   | 34   | - | - | - | - | - |